# Walter Rauff
Walter Rauff (también escrito Walther; Köthen, Imperio Alemán, 19 de junio de 1906-Santiago de Chile, 14 de mayo de 1984) fue un SS-Standartenführer, espía y empresario alemán. Escapo y vivió en la comuna de Porvenir, provincia de Tierra del Fuego, Chile , Se le responsabiliza por la muerte de medio millón de personas en Auschwitz.[cita requerida]

## Biografía
Rauff ingresó en la Reichsmarine (la antigua Marina de Guerra de Alemania) en 1924, lo que le permitió conocer prácticamente toda América. En 1937 se unió al Partido Nazi, con el número de afiliación 5216415. En 1938 se unió a las SS , como miembro núemro 290947, y se declaró gottgläubig.
En 1938, fue contratado por Reinhard Heydrich, el jefe del Sicherheitsdienst (SD) (y luego la Oficina Central de Seguridad del Reich o RSHA, el sistema de inteligencia de las SS), llegando a ser jefe de la sección II (dedicada a asuntos técnicos). Allí —como escribe Carlos Basso en su crónica sobre este criminal de guerra, basada en documentos desclasificados— buscó formas eficientes de eliminación de personas; fue así que entre 1939 y 1941 se mató a 200 000 enfermos mentales (la mayoría, alemanes) en cámaras donde eran gaseados con monóxido de carbono. Rauff propuso después crear cámaras móviles de gas, con las que se calcula que 97 000 prisioneros fueron asesinados.
Enviado a Túnez en 1942, al año siguiente fue nombrado jefe del Grupo de Italia Norte (GOW) y se estableció en Milán, donde mantuvo una relación estrecha con el arzobispo católico Alfredo Ildefonso Schuster y su secretario personal, Giuseppe Bicchierai. Junto al general Karl Wolff inició una serie de contactos clandestinos con la Santa Sede —cuyos enviados eran asimismo Schuster y Bicchierai— y la Oficina de Servicios Estratégicos (OSS) de Estados Unidos, con base en Suiza, que derivaron en la rendición del ejército alemán acantonado en Italia en abril de 1945.

### Vida después de la Segunda Guerra Mundial
Buscado por los Aliados por crímenes de guerra, fue capturado el 30 de abril de 1945. Rauff fue internado con otros oficiales nazis en el campo de detención de Rimini, desde el cual se fugó en diciembre de 1946. En cierta ocasión Rauff dijo que fue ayudado por un sacerdote de Nápoles, gracias al cual llegó a Roma, donde el obispo pronazi Alois Hudal lo escondió por casi dos años y, como sostiene el periodista y escritor chileno Carlos Basso, desde allí organizaron la transferencia de nazis a América Latina, a través de organizaciones como la Cruz Roja y Caritas.
En julio de 1948, el jefe del estado mayor del ejército de Siria Husni al-Za'im envió a un capitán a la capital italiana para contratar especialistas en inteligencia. Fue así como en noviembre Rauff llegó con su familia a Damasco, donde fue asesor de Al-Za'im y, al mismo tiempo, trabajó para el MI6, el servicio secreto del Reino Unido. Al-Za'im dio al año siguiente un golpe de Estado en su país, pero a los pocos meses fue derrocado; deportado al Líbano, después de unos meses regresó a Roma donde paradójicamente Shalhevet Freier, el entonces director del departamento político de la cancillería de Israel y agente del Mossad, lo contrató para que redactara un informe sobre de las fuerzas armadas sirias y los esfuerzos de Damasco para construir una central nuclear.
El mismo año de 1949 Rauff pasó a Sudamérica vivió un tiempo en la Argentina y Uruguay, pasó a Quito (Ecuador) —donde trabajó en compañías alemanas como Mercedes Benz y Opel, y también en una farmacéutica estadounidense—, y finalmente se radicó en Chile, país este último adonde llegó en octubre de 1958 y donde, además de sus trabajos oficiales, sería agente de los servicios secretos alemanes (BND) durante cinco años.
En 1957, según el escritor estadounidense y periodista de investigación Gerald Posner, Rauff viajó a Santiago por una semana, donde se habría reunido con Josef Mengele y Hans-Ulrich Rudel; sus dos hijos mayores se encontraban en Chile desde 1954, adonde los había enviado con el fin de que obtuvieran una buena educación: Alfred había ingresado en la Escuela de Oficiales de la Armada y Walter en la de Oficiales del Ejército. Posteriormente trabajaría dando cursos para la DINA de entrenamiento personal en Colonia dignidad donde se había refugiado con otros nazis.
Ya en Chile, en Punta Arenas fue encargado de la oficina local de la importadora Goldmann y Janssen de la que se retiró en 1960, cuando ya lo habían trasladado a Santiago y su mujer, que perecería poco después, estaba muy enferma. En los años 1970 se instaló en Porvenir (Tierra del Fuego), donde fue administrador de estancias y trabajó las pesqueras Rosario y Pirata, de la que llegaría a ser gerente.
El 5 de diciembre de 1962 Rauff, que nunca en Chile había escondido su identidad, fue detenido. Sin embargo, la Corte Suprema negó su extradición en 1963 porque en la legislación chilena de la época, no existía la jurisprudencia de la imprescriptibilidad de los delitos de lesa humanidad y los delitos prescribían a los 15 años. El 19 de diciembre de 1962 Rauff fue detenido en Chile después de que Alemania Occidental pidiera su extradición. La Corte Suprema rechazó la demanda y Rauff fue liberado. El presidente Salvador Allende no pudo modificar la situación, en una carta amistosa dirigida a Simon Wiesenthal, le dijo que no estaba dentro de sus posibilidades remover la decisión tomada por la Corte en 1962.
Tanto el gobierno alemán como el famoso cazador de nazis Simon Wiesenthal intentaron su extradición sin éxito. Este último logró entrevistarse personalmente con el presidente de Chile en 1971 para lograr su cometido, pero Salvador Allende le señaló la imposibilidad de extraditarlo ya que los tribunales superiores ya habían rechazado esa vía. En 1974 fue nombrado asesor de Pinochet.
El periódico francés Le Monde publicó en 1974 que Rauff estaría trabajando en los servicios secretos del régimen del general Augusto Pinochet, y que habría estado involucrado en torturas y asesinatos de opositores de la dictadura. A su vez, un informe de la CIA lo insinúa también al decir que Rauff habría trabajado en el Ministerio del Interior de Chile. Por último, los colonos Franz Bäar y su esposa Ingrid Szurgelies aseguran que era un asiduo visitante de Colonia Dignidad. Pinochet también adujo que Rauff no podía ser extraditado debido al rechazo de la Corte Suprema en 1963. Según el portal Memoria Viva, «torturó en Punta Arenas, Estadio Nacional y Colonia Dignidad. Supervigiló y confeccionó el campo de concentración Río Chico en Isla Dawson». En los archivos desclasificados de Colonia Dignidad existen ocho fichas sobre él y otros nazis que habrían estado a cargo de un grupo paramilitar que habría operado en Concepción después del golpe de Estado del 11 de septiembre de 1973, según las mismas fichas.
Rauff, que estaba con cáncer de pulmón, murió en su casa de la calle Los Pozos, en Las Condes, Santiago, el 14 de mayo de 1984 debido a un ataque cardíaco. Al día siguiente hubo un servicio litúrgico en la iglesia luterana; a su funeral en el Cementerio General de la capital chilena asistieron a rendirle honores, entre otros, Miguel Serrano, reconocido escritor neonazi.
Cuatro días antes de su muerte, el Centro Simon Wiesenthal solicitó formalmente al Vaticano una investigación para tratar de determinar si altos cargos de la Santa Sede (incluido el propio cardenal y arzobispo Schuster) ayudaron a huir a Rauff hacia América.